# Charly Rössli
Charly Rössli (ur. 5 czerwca 1960 w Sionie) – szwajcarski trener piłkarski.

## Kariera

### Początki
Zaczynał karierę trenerską w ASEC Mimosas.

### FC Sion
1 lipca 1995 roku przeszedł do FC Sion i zaczął tam pracować jako dyrektor techniczny w zespole młodzieży.
1 stycznia 2003 roku został trenerem pierwszego zespołu. W tej roli zadebiutował 1 marca 2003 roku w meczu przeciwko FC Aarau (porażka 3:0). Łącznie poprowadził ten zespół w 12 meczach.

### ES Sétif
1 lipca 2007 roku został trenerem ES Sétif. Jako trener zadebiutował tam 23 sierpnia 2007 roku w meczu przeciwko MC Oran (wygrana 3:1). Łącznie poprowadził algierski klub w trzech meczach.

### Powrót do Sion
18 grudnia 2007 roku ponownie został trenerem FC Sion. Był trenerem przez dwa mecze.
Był też trenerem zespołu U-21 tego klubu. Prowadził go przez dziewięć meczów.

### Wydad Fès
10 października 2011 roku objął Wydad Fès. W tym zespole w roli trenera zadebiutował dzień później w meczu przeciwko Wydad Casablanca (porażka 0:1). Był trenerem przez 13 meczów.
18 listopada 2012 roku powrócił do tego klubu. Poprowadził go w 18 meczach.

### Maghreb Fez
1 listopada 2013 roku objął Maghreb Fez. Po raz pierwszy ten zespół poprowadził 3 listopada 2013 roku w meczu przeciwko Hassania Agadir (porażka 2:1). Łącznie poprowadził ten klub w 9 meczach. 18 lutego 2014 roku zakończył pracę w tym zespole.